# Phare de Colombi
Le phare de Colombi est un phare de jalonnement situé sur la corniche des Dahra au nord-est du village d'El Marsa (Chlef). Bâti en 1954, il est le plus récent phare d'Algérie.

## Historique
Il semble qu'avant la colonisation seuls quelques rares fanaux rudimentaires étaient placés aux abords des abris qui servaient de refuge aux vaisseaux barbaresques ; tel le fanal ordinaire situé sur la haute tour du Penon d'Alger. Dès les premières années de la conquête des feux plus efficaces furent installés aux points les plus caractéristiques. C'est ainsi qu'en  1834, les Français installent à la place du fanal d'Alger un appareil consistant en un feu fixe surmonté d'une couronne tournante portant 8 lampes avec réflecteurs disposées de manière à réaliser un feu à éclipses de 30 secondes en 30 secondes.
Le premier rapport officiel traitant de l'éclairage des côtes algériennes est un rapport de la Commission Nautique de l'Algérie de 1843 qui établit un rapport complet "des améliorations à apporter aux feux existants (neuf à l'époque), des feux à établir immédiatement, des feux à établir par la suite".
Son exécution s'échelonna sur plusieurs années, avec les modifications imposées par les progrès de la technique et le développement de la navigation et dont les principales furent décidées par la Commission des Phares de 1861.
Les appareils ont été modifiés périodiquement entre 1860 et 1900. Les plus notables de ces améliorations consistèrent en la substitution de l'huile minérale par l'huile végétale en 1881 puis, par l'adoption de certains feux de lampe à niveau constant.
En 1902, nouveau programme d'amélioration de l'éclairage côtier par la mise en place d'une Commission Nautique Spéciale qui adopte un programme de réalisations prévoyant entre autres la substitution aux feux fixes existants de feux à éclats ou à occultations avec ou sans secteurs colorés. Programme qui fut entièrement réalisé de 1904 à 1908 à l'exception de la jetée Nord du port d'Alger.
L'électrification des feux principaux et des feux de ports fut poursuivie activement depuis la mission scientifique en Algérie, en 1924, de l'Ingénieur en chef du Service central des phares.
En outre quatre radiophares ont été mis en service ; au phare de l'Amirauté à Alger (1931), au Cap de l'Aiguille (1938), au Cap Caxine (1938) et au Cap Matifou (1942). Les services techniques ont également prévu  l'établissement dans des délais rapprochés de quatre ouvrages supplémentaires au Cap Ténès, au Cap Bengut, au cap Bougaroun et au Cap de Garde.
Ceci réalisé, le seul projet présentant un certain caractère d'urgence est l'établissement d'un phare entre les feux existants du Cap Ivi et du Cap Ténès où l'éclairage de la côte présente une lacune de 100 km environ, dangereuse par temps de brume. Sa réalisation, retardée par la Seconde Guerre mondiale, sera concrétisée en 1954 avec l'allumage du phare de Colombi.

## Caractéristiques
L'emplacement choisi, agréé par la Commission des Phares le 3 décembre 1937, après avis de la Commission Nautique, est situé sur un petit plateau rocheux de 39 m d'altitude, à 300 m environ du rivage, face à l'îlot de Colombi (hadjrat Naji pour les autochtones), accessible par route.
La tour, quadrangulaire, qui domine la maison des gardiens, a une hauteur de 32 m et culmine à 62,9 m du niveau de la mer.
L'éclairage est assuré par un feu blanc à 3 éclats en 15 secondes de 22 milles nautiques (41 km environ) de portée. La lanterne est dotée d'une lampe de puissance de 1 000 W pour une tension de 220 V.
L’Ile Colombi (commune  El Marsa, wilaya de Chlef) a 33 m de haut, une cinquantaine de m de diamètre à 800 m du rivage. Elle fut nommée Sour el Hamam (rocher des Pigeons)  puis Ile Colombi ou île Palomas, désormais île Nadji ; peut-être  celle que les Grecs avaient surnommé Samathos. .   Cet îlot est  à 6,5 milles dans le N.E. du cap Magroua. À 1 mille dans l’Ouest du phare de Colombi

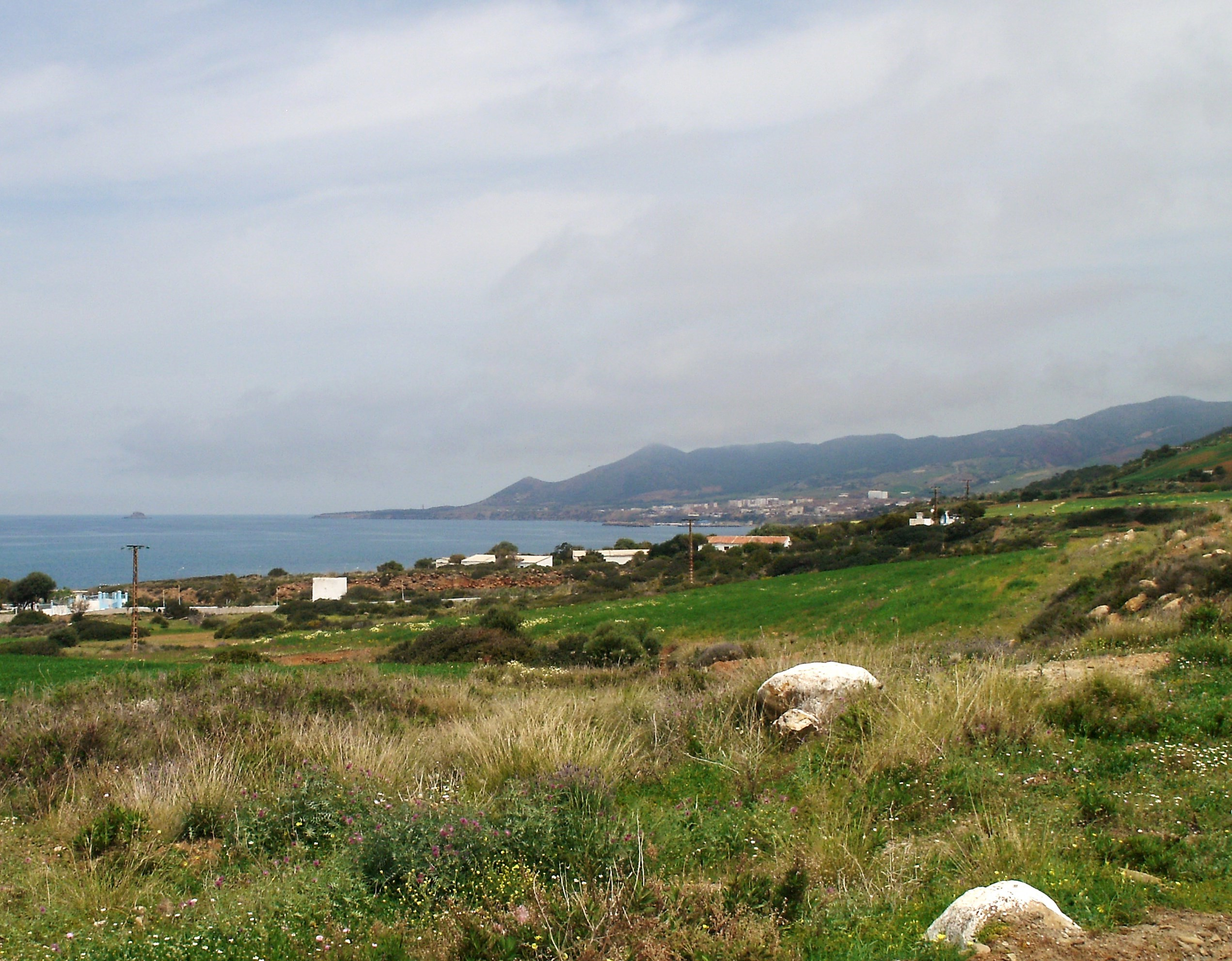
Situation du phare